# 싼위안구

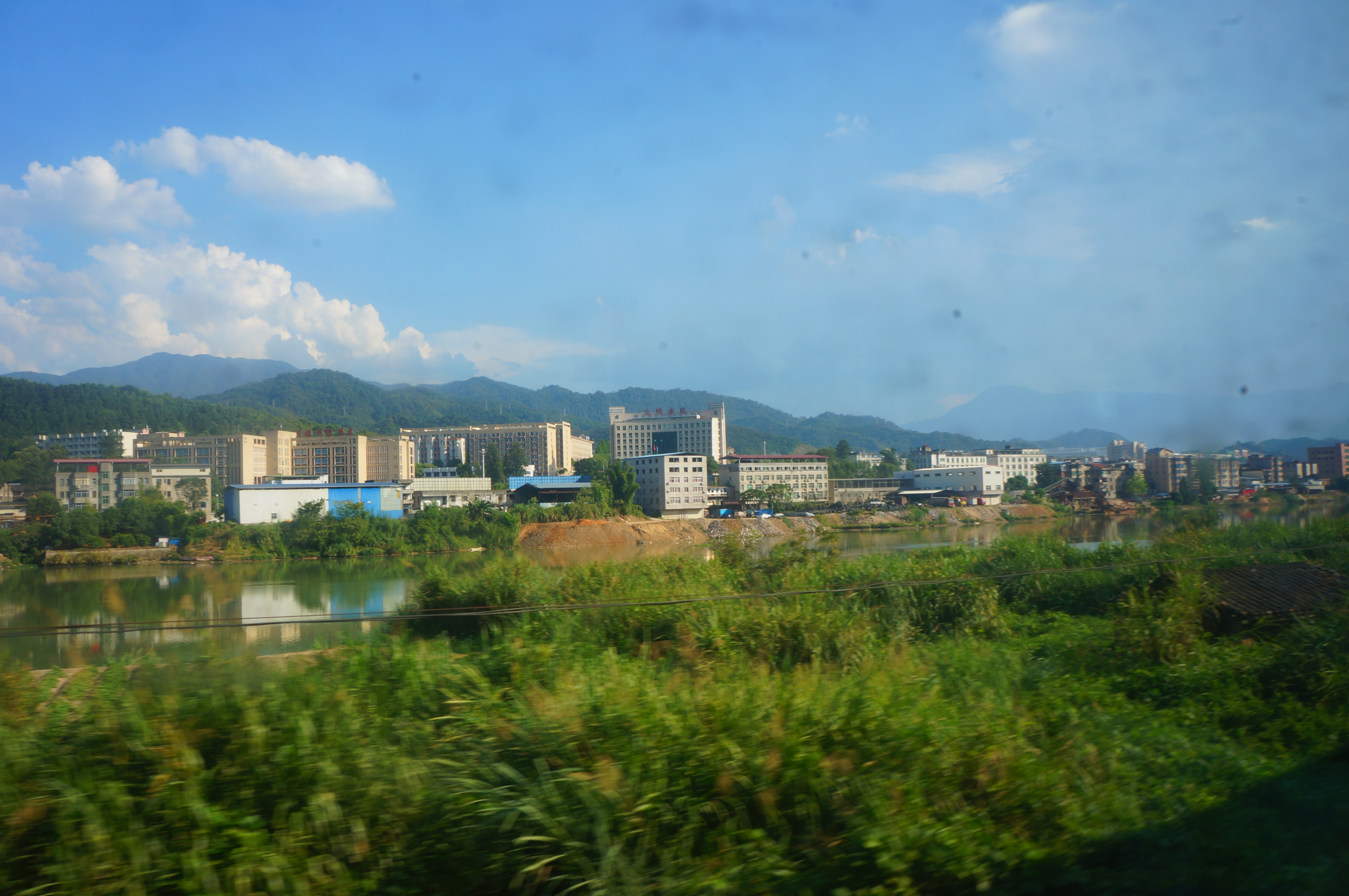

싼위안구(한국어: 삼원구, 중국어: 三元区, 병음: Sānyuán Qū)는 중화인민공화국 푸젠성 싼밍시의 현급 행정구역이다. 넓이는 803km2이고, 인구는 2007년 기준으로 150,000명이다.

## 행정 구역
4개 가도, 2개 진, 2개 향을 관할한다.
- 가도: 城关街道, 白沙街道, 富兴堡街道, 荆西街道.
- 진: 莘口镇, 岩前镇.
- 향: 城东乡, 中村乡.